# バーニー・ホワイトベアー
バーニー・ホワイトベアー（1937年9月27日 - 2000年7月16日）は、アメリカインディアンの酋長、民族運動家。

## 来歴
1937年9月27日、ワシントン州東部にある「コルビル・インディアン保留地のインチェリウムで、「コルビル部族連邦」に属するシナイクスト族のバーナード・レイセスとして生まれた。母マリー・クリスチャンはシナイクスト族インディアン、父ジュリアン・レイエスはフィリピン人移民だった。バーニーのような、フィリピン人とインディアンとの混血は、合衆国では「インディピーノ（Indipino）」と呼ばれている。きょうだいはバーニーを会わせて6人いた。
コルビル部族連邦は、彼らの意思とは関わりなく、1872年にユリシーズ・グラント大統領によって「コルビル･インディアン保留地」を領土とし編成された、「コルビル」、「サン・ポイル」、「ネスペレム」、「シナイクスト」、「南オカノガン」、「エンチアット」、「メソウ」、「コロンビア」、「ウェナッチ」、「パルース」、「ネ･ペルセ」の11の部族の連合体である。
1939年に両親が離婚。母親は中国系移民のハリー・ウォンと再婚した。バーニーは祖父母に預けられ、4歳まで、保留地の最貧困地域でテント暮らしをしていた。後に彼は当時を振り返り、「私たちより貧しい人がいたとは思えない」と述懐している。
入学したオカノガンの公立高校では、インディアンの生徒はバーニーだけだった。バーニーはクラブ活動でトランペット奏者となり、人気を集めた。一度、ポールという白人の友人宅に一泊を誘われた。このとき、ポールの母親は彼の祖父の「ホワイトベアー」という名を侮辱し、彼を追いだそうとした。バーニーは級友たちの親から、日常的に「スコウ」の子だとか「シワッシュ」といった蔑称を浴びせられ、嫌われていた。しかしポールは母親のこの態度に怒り狂い、母親に猛然と喰ってかかった。このことは彼の心に刻み込まれ、以後の調停者としてのバーニーの運動姿勢に強い影響を与えることになった。
高校を卒業した後、ワシントン大学に通うため、1950年代後半にバーニーはシアトルへ引っ越した。在学中、バーニーは母親とタコマのピュヤラップ川に出掛け、ピュヤラップ族の活動家、ボブ・サタイアクムと出会った。ボブは「インディアンの生得権」として、州の意向に逆らって公然と伝統的なサケの投網漁を行っていた。ボブとの出会いは、バーニーのインディアン権利運動のきっかけとなった。
1957年9月、米軍の第101空挺師団落下傘部隊に入隊し、グリーンベレーとなった。インディアンである彼は、軍隊で手ひどい差別と偏見に遭った。1959年に退役した後、ボーイング社に就職し、航空機整備士となったバーニーは、インディアンの権利運動に身を投じることを決意し、「レイエス」の名を捨て、「ホワイトベアー」と名を変更した。これは、母方の祖父である「ピク・アー・ケローナ」（「白い灰色熊」）に敬意を表したものである。

### 運動家となる
1950年代初頭から、合衆国政府はインディアン諸部族の解消方針を強め、約10年間で100を超えるインディアン部族が連邦認定を取り消され、「絶滅」したことにされていった。なかでも1956年に施行された「インディアン移住法」は、保留地から都市部へインディアンを放逐させるものであり、この法によって多くのインディアン部族はその共同体を破壊された。内務省BIA（インディアン管理局）やIHS（インディアン医療サービス局）は、保留地のインディアンたちに都市部での仕事を斡旋し、インディアンたちに「もう保留地には戻らない」と一筆書かせた。
故郷を失い、都市部に移り住んだ「アーバン・インディアン」（都市のインディアン）たちが増加するにつれ、多くの保留地が限界集落化した。このようなインディアン部族に対し、合衆国は連邦条約で保証した権利一切を剥奪して、領土である保留地の保留を解消し、これを没収した。ワシントン州では、シアトルやタコマがインディアン難民の流入先となった。1950年の時点で、シアトル市に流入した「アーバン・インディアン」の人口は700人に達し、多くのインディアンたちが高い失業率と差別にさらされ、路頭に迷っていた。バーニーはシアトルに流入した、こうした「アーバン・インディアン」の一人だった。
1959年、バーニーはタコマの「インディアン・バー」（インディアンがたむろする酒場）で、ボブ・サタイアカム、ジョージ・ミーチェム、ロバート・テイラー、ゲイリー・カラピス、兄のローニーとグループ「友愛組合」を作った。彼らインディアンは白人社会でのべつまくなしに差別を受け、ことに生活漁猟の禁止と差別に立脚する失業率は、直面する大問題だった。彼らは、飲んで、話して、これをどう打破するかと議論を続けた。彼らは、自分たちの置かれた位置を再確認するために、自らを「スキンズ」と名乗った。インディアン部族の漁業権を主張するため、釣り小屋を作ってしばしば投網漁を行い、白人漁師を挑発した。やがてバーニーはこれを民族運動として、さらに段階を上げ、拡大することが必要だと考え、「アメリカインディアン女性奉仕連盟」（AIWSL）の主宰者のひとりであるチヌーク族の女性運動家キャサリン・トラウと出会った。

### 「シアトル・インディアン・センター」への参加
1960年、キャサリン・トラウらインディアン女性たちが、シアトル市内にワシントン州初のインディアン互助団体「シアトル・インディアン・センター」を設立。バーニーは、保留地を放逐された「アーバン・インディアン」による、部族の文化保全、部族間交流のための集会所であるこの「インディアン・センター」に、ボランティア職員として参加する。
1961年、バーニーとキャサリンたち「AIWSL」はインディアンたちの結束を強め、インディアン以外の民族にインディアン文化を知ってもらおうと、パウワウを開いた。バーニーはこれをラジオや刊行物、テレビで公開。1000人を超える来場者を集め、アルカイ岬でふるまわれる伝統的なサケの炙り焼きは大評判となり、このパウワウを毎年1000人近い来場者を集める例年行事とした。
穏やかで率直な話しぶりから、すぐに優れた交渉者となった彼は、州政府を相手に、「アーバン･インディアン」の問題を巡って、数々の交渉をこなした。この夏、6万ドルの保証金と引き換えに、「コルビル・インディアン保留地」の保留を解消し、「合衆国領土」として没収するという連邦政府の発表に対し、家族を挙げて反対抗議団に加わっている。
同時期にワシントン州は「魚や動物を保護する」として「釣りと狩猟法」を制定。同州で鮭漁を生業とする多数のインディアン部族から漁業権を奪った。ボブ・サタイアクム、ニスクォーリー族のビリー・フランクJr、チュラリップ族のジャネット・マクラウドらは、運動団体「アメリカインディアンの生き残りのための協会」（SAIA）を結成し、州政府と合衆国に対し、漁猟権と生存権を確約したインディアン条約を再確認するための抗議行動を開始。バーニーら「シアトル・インディアン・センター」もこの抗議行動を支援した。バーニーはさらに、ワシントン大学に「アメリカインディアン学生組合」（American Indian Student Union）を設立するため、コルビル族のランディ・ルイスと共に「インディアン･センター」で会議を主催し、この設立を助けている。
1964年、この漁業権運動は「SAIA」や「全米インディアン若者会議」（NIYC）によって、州下の川で抗議団が州法を破って一斉に投網を投げる、「フィッシュ＝イン」と呼ばれる抗議行動に発展した。この実力行使には、他州のインディアンだけでなく、マーロン・ブランドやジェーン・フォンダといった白人の有名人、「全米黒人地位向上協会」（NAACP）、「ブラック・パンサー党」などの黒人公民権運動団体も後援を行った。対するワシントン州も女子供を問わずインディアン抗議者を暴行逮捕し、70年代にかけての以後数年間にわたり、全米の耳目を集める一大民族運動となった。
1968年、「シアトル・インディアン・センター」のパウワウ開催がきっかけで、欧州への民族舞踊公演ツアーに参加。この経験が、「全部族が結集する」というのちの「全部族インディアン連合」構想のきっかけとなった。
1969年、ボーイング社を退職し、以後「シアトル・インディアン・センター」の職員に専念。翌年には専務となった。「AIWSL」が設立した「シアトル・インディアン健康委員会」(SIHB) には、姉のルアナ・レイエスも参加している。「フィッシュ＝イン」で州内が騒然とする中、「アーバン・インディアン」たちの貧困と窮状は相変わらずだった。彼らはシアトル市のインディアンの雇用供給のための団体「キナテチタピ」（雇用）を設立した。

### 「全部族インディアン」の結成
バーニーを始め、保留地から放逐された「アーバン・インディアン」の若者たちは、彼らが部族会議によって歪め伝えられているのを肌で感じていた。「全米インディアン若者会議」（NIYC）スポークスマンであり、ポンカ族の運動家クライド・ウォーリアーは、1967年の「地方の貧困に関する大統領査問委員会」で、次のような証言を行っている。
「我々には自由がない。我々には選択がない。我々の選択肢は我々のために作られているが我々は貧しい。保留地にたよって暮らす我々にとって、これらの選択と決定は連邦管理官と役人、そして彼らの『イエスマン』によってなされている。この『イエスマン』とは、婉曲的に『部族政府』と呼ばれている。」　
この時期、シアトルに流入した「アーバン･インディアン」は4,000人に達していた。「BIA」（インディアン管理局）も「IHS」（インディアン医療サービス）も、都市で暮らす彼らに連邦条約の一切を認めず、何の援助も行わなかった。シアトルに住む多数の「アーバン・インディアン」は、「連邦の援助プログラムや資金提供が中部地域の黒人にばかり偏っている」と不満を高まらせていた。雇用改善のための「キナテチタピ」の運動は、何の成果もあげていなかった。数100万ドルの連邦資金はすべて市の中部地域に集中し、彼らは無視されていた。「シアトル・インディアン・センター」はあいも変わらず借家住まいで、運営資金は寄付に頼っていた。シアトル市人権局職員だったブレア・ポールは、なによりもインディアンたちの結束が公的援助要求のためには必要不可欠だと考え、これに賛同したのがバーニーだった。
この年の9月、バーニーは集会を開き、このとき初めて「アーバン･インディアンの結束」を呼び掛けた。バーニーは多民族間の交渉の中で、「インディアン」の民族名の独自性にこだわり、他の「アメリカ先住民」と総括され、「ネイティブ・アメリカン」と呼ばれることを嫌った。彼らは「アーバン･インディアン」であり、「全部族のインディアン」だった。シアトルやサンフランシスコの「インディアン・センター」を通じて集まった、バーニーやモホーク族のリチャード・オークス、サンテ・スー族のジョン・トルーデルらは、連邦の傀儡に過ぎない部族会議を見限って、部族を超えた個人の集まりとして「全部族インディアン」を名乗った。彼ら「全部族インディアン」達は、「フィッシュ＝イン」とはまた違う方向で、なにかアピールできる方法が無いか模索し始めた。　この年秋、「サンフランシスコ・インディアン・センター」が火災で焼失。行き場を失ったサンフランシスコの「アーバン・インディアン」たちは、リチャード・オークスの提案によって、サンフランシスコ湾にあるアルカトラズ島の占拠を決定する。

### アルカトラズ島占拠
1969年11月9日、リチャード・オークスやジョン・トルーデル、バーニー、ランディ・ルイスら、76人の「全部族インディアン」の若者たちがアルカトラズ島を占拠し、「この島をインディアン文化センターとする」と宣言した（アルカトラズ島占拠事件）。
アルカトラズを占領したインディアン活動家のほとんどが、若い「アーバン･インディアン」の大学生か学院生だった。彼らの戦略は、「好戦的」で「対決的」な「直接行動」であり、「非暴力抗議」だった。この手法は、「全米インディアン若者会議」（NIYC）や「アメリカインディアン運動」（AIM）といった急進的なインディアンの若者たちがしばしば「アンクル・トマホーク」と呼んだ、彼らよりも一世代上の部族会議のメンバーのロビー活動を主体とした戦略と対照をなしていた。この占拠には、「NIYC」のほか、「AIM」も協力し、最終的に5000人以上の抗議者が参加した。バーニーら若いインディアンの活動家たちは、全米のメディアの注目を集めることに成功し、「アーバン･インディアン」の窮状にメディアの注目を集めることに成功した。彼らの究極の目標は、アルカトラズ島に「アメリカインディアン大学」と「インディアン文化センター」を設立することだった。この点では失敗したが、構想そのものは、シアトルを含め、全米で不満を高める「アーバン･インディアン」に大きな影響を与えることとなった。
ちょうどこの年、リチャード・ニクソン大統領は、ヘンリー・M・ジャクソンとワレン・マグヌソンが提出した「公正な市場価格の0～50%の対価によって、非連邦政府体が連邦の余剰の土地を取得できる」との法案請求に署名した。シアトルには、ピュージェット湾を望む米軍の「ロートン砦」があったが、米軍はこの基地の廃棄を宣言していた。この新しい法律によって、シアトル市は「ロートン砦」をただで取得できるはずだった。これを受けて、キャサリン・トラウら「AIWSL」と「キナチテタピ」は繰り返し、「インディアン文化センター」用地として、「ロートン砦」を取得するようシアトル市に請願した。しかし、市はその要求を拒否し、連邦認定されていない「アーバン・インディアン」を、「BIA」（インディアン管理局）が相手にしないことを知っていながら、彼らにこれを「BIA」に訴えるようたらい回しにした。バーニーと仲間たちは、シアトル市のこの態度は、「アーバン･インディアン」の切り捨てであるととらえた。この一件が「アルカトラズ占拠事件」の直後だったため、バーニーはこの新しい法律を、政治的な行動の機会ととらえた。　バーニーは「ロートン砦の占拠」を計画した。
「我々は、彼（ジャクソン上院議員）が、我々を忘却の彼方に追いやったと感じました。そしてそのことが、ロートン砦での抗議行動を誘発させたのです。」

### ロートン砦の占拠

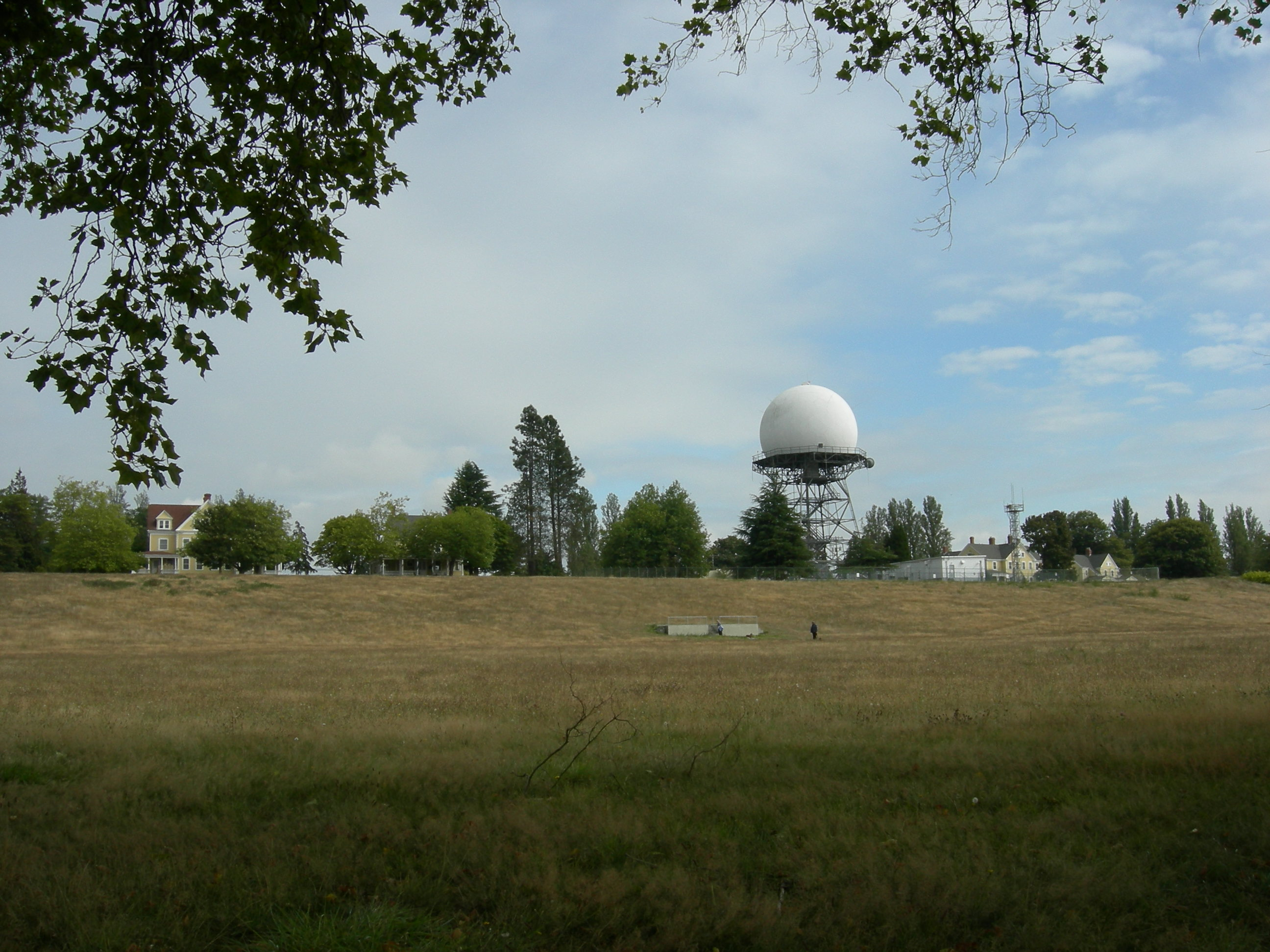
廃棄されたロートン砦のレーダー塔

1970年3月7日、バーニーは「ロートン砦占拠」計画の発表と前祝いのため、シアトル南部の「フィリピン人共同体センター」のホールでパウワウを開催し、「全部族インディアン」の仲間たちに向けて次のように述べた。
「それはかなり手荒いものになるでしょう。私はあなた方全員に、困難と痛みに対して覚悟を決めてもらいたいのです。あなた方のうちで、慰めのために酒や薬物が必要だと言う人は、どうかそれを忘れてください。私はアルカトラズでの失敗を繰り返したくない。私はこれを勝ち取りたいのです。」
同年3月8日早朝、バーニー、ボブ・サタイアクム、ランディ･ルイス、キノールト族のジョー・デラクルーズら100名の「全部族インディアン」は自動車キャラバンを組んで、「フィリピン人共同体センター」からシアトル北部の「ロートン砦」へと向かった。それぞれの車のアンテナには、「インディアンの誇り」を示す赤い布が結びつけられていた。彼らの車列は途中参加車両によって2列縦隊となり、目的地に近付いた頃には1㎞近い長さになっていた。彼らは基地の南北両端で、有刺鉄線のフェンスに毛布を被せ、これを乗り越えて侵入した。このあと、女子供を含むインディアン占拠団はティーピーと太鼓の円陣を準備して、伝統的な歌を唄い始めた。
インディアンたちはまだ兵隊が基地に残っていると思っていなかったが、そこには憲兵隊の警備員がいた。彼らは驚いて通報し、「ルイス基地」から暴徒鎮圧用の武装をした第392憲兵隊と、シアトル市警官隊がやって来た。彼らはインディアンたちに襲いかかり、暴行を加えた。インディアンたちも反撃し、ジープがひっくり返され、憲兵隊はガス弾を使って彼らを追い込んだ。兵舎に逃げ込んでいた子供たちは、ガス弾を拾って投げ返し、三つの兵舎を炎上させた。
多数のインディアンが逮捕連行され、拘留された。約500人のインディアンが基地の入口の外に集まって、一大抗議デモを始めた。彼らはこの占拠抗議を自ら「侵略」（invasion）と呼び、 基地前での抗議は3週間続いた。「AIWSL」は直接参加しなかったが、キャサリン・トラウらは抗議団に食料や医療の援助を行った。彼らの他にも、様々な民族団体が支援を行った。女優のジェーン・フォンダもこの抗議団に加わった一人だった。バーニーとボブ・サタイアクムは占拠グループの代表としてスポークスマンを務め、タイプライターを持ちこんで、全米のみならず国際報道機関に対して声明文を配り、占拠地で会見を行った。バーニーは殺到したマスコミに向かってこう宣言している。
「我々、アメリカインディアンは、『発見の権利』（Right of Discovery）によって、すべてのアメリカインディアンの名において、『ロートン砦』として知られているこの土地を取り戻すものである。」
3月12日、抗議団は再び占拠を目論み、警備隊の網の目をかいくぐり、長老や子供たちを含む約100人の集団が南端の崖をよじ登って砦に潜入した。彼らはティーピーを建て、火を起こして太鼓を叩き始めた。再び憲兵隊と警官隊が暴徒鎮圧装備で押し寄せた。ランディ・ルイスは「ウーンデッド･ニーの虐殺の再来を覚悟した」と語っている。年寄りや子供もいるので、彼らは抵抗せず、殴り倒されて連行され、拘留された。占拠グループにはジム・ソープの娘のグレース・ソープもいた。
バーニーは一連の占拠抗議の間、米軍との交渉に奔走したが、この実力行使自体は市内のインディアン共同体からの反対意見に晒されることとなった。ことに「アメリカインディアン女性奉仕連盟」（AIWSL）の創設者のパール・ウォーレンは、「この占拠が、シアトルのインディアン互助団体に対するささやかな公的資金の援助を危うくした」と彼らを非難。バーニーやランディが謝罪する一幕もあった。バーニーらは「フィリピン人共同体センター」で集会を開き、4月1日を以て占拠を打ち切ると決定した。シアトル在住のフランク・ホワイトバッファローマンというスー族の老呪い師は「その日、メッセージが空からもたらされるだろう」と報道陣に話した。4月1日に記者会見の席で一同が空を見ると、フランクが雇った宣伝飛行機が、「ロートン砦を譲りなさい」と大空に字を書いていた。

### 「全部族インディアン連合」の結成
4月2日、ティーピーを建てて抗議していた約50人の占拠団に対し、再びテレビカメラの前で暴行逮捕が行われた。バーニーは第三弾の行動として、「余剰指定されたこのロートン砦の土地を、多目的な教育センターのために譲渡すべきであるという、インディアンの要求を再確認するため努力する」とコメントし、「占拠抗議による基地譲渡要求をあきらめ、交渉による要求に移行する」と発表した。ここからバーニーに大きく力を貸したのが白人女優のジェーン・フォンダだった。ジェーンは戦術転換したバーニーを助け、マスコミを相手に全米にアピールを行い、交渉の場に政治家を同席させた。
さらに「アメリカインディアン国民会議」（NCAI）と、40以上の非インディアン団体の後押しを受け、バーニーらは「全部族インディアン連合財団」（UIATF）を結成。「BIA」（インディアン管理局）のルイス・ブルース局長との公式会見を実現させた。
交渉完了まで、バーニーを委員長とする「UIATF」の委員会は、問題の土地を「連邦余剰地」として保留させる（連邦保留地とする）よう連邦政府を説得。「BIA」としてはこの議題は「アーバン・インディアンは相手にしない」という方針に反するものだったため、ブルース局長は内務省から保留の解除のための圧力を受けた。が、「UIATF」は市と同格の申請者となり、同時にシアトル市はこの土地を取得不可とされ、ウェス・ウールマンシアトル市市長を「長年の請願が無駄になった」として怒らせた。バーニーはウールマン市長にこう言っている。
「彼らが都市の中に土地を持つために、この10年の間、どれだけ模索したか理解してください。むしろ私は、我々が300年間にわたって不正を甘んじさせられていることを覚えておいて欲しいですね。」
「乗っ取り」から3カ月後、シアトル市議会は市に対し、インディアン側と交渉するよう通告。民主党大統領候補だったジャクソン上院議員がイメージアップを図って旗振り役となったのがこの決定に影響した。ジャクソンは最終決定間際には「喧嘩腰だった」と評されている。

### 「夜明け星の文化センター」の設立

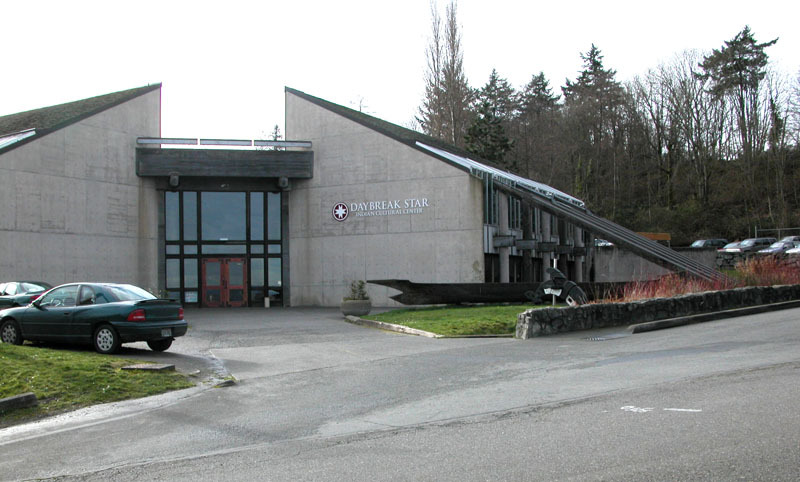
「夜明け星の文化センター」

1971年6月に始まった交渉は、11月まで長引いた。結果、連邦政府は「UIATF」と「全部族インディアン」に対し、「再交渉なしで99年間、基地の跡地80,940㎡を無償貸与する」と同意した。両者間協定は1972年3月29日に承認締結され、「余剰土地」は8月30日に正式譲渡された。バーニーはこの歴史的協定をこう評している。
「これは、『条約』ではありません。白人は、条約に従いません。これは、『法的』かつ『拘束的』な『協定』なのです。」
1973年3月、シアトルの街は、「インディアン文化の中心地」の開発のため、一般収益分配金の50万ドルを供出。経済開発局（EDA）は25万ドルの追加助成金を提供し、「UIATF」ではコルビル連邦、キノールト族、マカー族が主となり、木材売却によって資金を拠出。1975年9月27日までに、総建設費は120万ドルに達した。バーニーらは1万エーカー（約40ｋ㎡）の土地の譲渡を要求したが、結局獲得できた土地は40エーカー（80,940㎡）に過ぎなかった。しかしこの米軍跡地は「ディスカバリー公園」として整備され、1977年5月13日、ローニー・レイエスが設計を助けた建物が完成し、これは「アーバン・インディアン」たちの伝統文化や健康管理、公共医療、生活の総合教育施設である「夜明け星の文化センター」として開設され、現在も運用されている。
「 夜明け星の文化センター」設立後も、バーニーは交渉役として活躍し、「インディアン健康委員会」を設立するなど、「アーバン･インディアン」の権利のために働いた。ピュヤラップ族前部族会議議長のラモーナ・ベネットはこう述べている。
「何十万人もの人々が、報道によってホワイトベアーを知っていました。しかし、カメラが無くなったときこそ、バーニーは必死に働き続けたんです。私たちの小さい夢と、私たちの小さい幻想のすべてを、彼は強い責任と共に、これを現実にしたのです。」

## 死去
1997年、ワシントン州知事ゲイリー・フェイ・ロックから「過去10年間での優れた市民」 に選ばれた。1998年にはワシントン大学から、「著名な卒業生賞」を受賞した。この時期に、「末期の大腸癌」と診断され、闘病生活に入ったが、常にユーモアを絶やさない毎日だった。
2000年7月16日深夜、自宅で死去。62歳だった。この年、シアトル市から「卓越した市民の賞」を授与されたばかりだった。ネ・ペルセ族によって徹夜で弔いの太鼓が叩かれ、翌朝、ワシントン州会議貿易センターで開かれた追悼式には、シナイクスト部族代表団、ゲイリー・フェイ・ロック知事、マイク・ローリー元知事、シアトル市長ポール・シェル、パティー・マレー上院議員、ダニエル・イノウエ上院議員、ジェイ・インスレー下院議員、ロン・シムスらが出席し、バーニーの功績について賛辞を述べている。
シェル元シアトル市長はバーニーの死去に寄せてこう語っている。「彼は、自身のアイデンティティを犠牲にすることなく、異文化間にまたがって歩き、これを説明し、鼓舞することが出来た。彼が文化的なコミュニティを構築したおかげで、今ここに“最初のアメリカ人”に対するはっきりとした尊敬と理解がある。」
多民族間で交渉役を務めたバーニーらしく、親友だったアジア系共同体のボブ・サントス、黒人系共同体のラリー・ゴセット、ヒスパニック系共同体のロベルト・マエスタスらが葬式の棺を担いだ。

## 家族
生涯独身で、子供はいなかった。ルアナ・レイエス、テレサ・ウォン・ホワイトベアー、ローラ・ウォン・ホワイトベアーの三人の姉妹、ローニーとハリーウォンの二人の兄弟と、甥と姪が三人ずついる。ローニー・レイエスは芸術家、ルアナは「シアトル・インディアン健康委員会」 (SIHB) の運動家として知られている。

## 伝記
- 『Bernie Whitebear: An Urban Indian's Quest for Justice』（Lawney L. Reyes,University of Arizona Press,2006年）

兄ローニーによる伝記。バーニーが兄に送った手紙を基に、バーニーの人となりや家族、友人との交流を記録している。